# Liste der Kulturdenkmäler in Waldgrehweiler
In der Liste der Kulturdenkmäler in Waldgrehweiler sind alle Kulturdenkmäler der rheinland-pfälzischen Ortsgemeinde Waldgrehweiler aufgeführt. Grundlage ist die Denkmalliste des Landes Rheinland-Pfalz (Stand: 27. November 2018).

## Denkmalzonen
| Bezeichnung                    | Lage                                                            | Baujahr | Beschreibung                                  | Bild |
| ------------------------------ | --------------------------------------------------------------- | ------- | --------------------------------------------- | ---- |
| Denkmalzone Jüdischer Friedhof | südlich des Ortes an einem Feldweg; Flur Vor dem Lichtholz Lage | um 1850 | wohl um 1850 angelegt; 13 Grabstelen bis 1889 | BW   |

## Einzeldenkmäler
| Bezeichnung | Lage                         | Baujahr         | Beschreibung | Bild            |
| ----------- | ---------------------------- | --------------- | --- | --------------- |
| Hofanlage   | Hauptstraße 30 Lage          | 19. Jahrhundert | Teil einer winkelförmigen Hofanlage; Wohnhaus mit Fachwerkobergeschoss, das sandsteingegliederte massive Erdgeschoss wohl aus dem 19. Jahrhundert, Stallgebäude mit Speichergeschoss | BW              |
| Glockenturm | Inselstraße ohne Nummer Lage | 1927            | dreigeschossiger gotisierender Putzbau, bezeichnet 1927, Architekt Hans Seeberger, Kaiserslautern; Kriegergedenktafel; ortsbildprägend                                               | Fotos hochladen |